# Salvador Molet

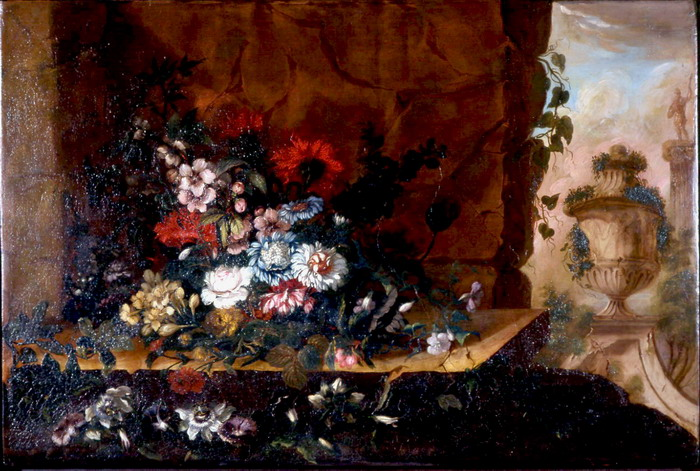
Flores en un paisaje, óleo sobre tabla, 57 x 86 cm, Barcelona, Reial Acadèmia Catalana de Belles Arts de Sant Jordi.

Salvador Molet (Barcelona, 1773- 1836) fue un  pintor español especializado en la pintura de flores y bodegones.

## Biografía y obra
Formado en la Escuela de Dibujo de la Lonja fundada por la Junta de Comercio de Barcelona, destacó en la Clase de flores, en la que recibió los premios concedidos de 1786 a 1789. En 1790 fue pensionado por la Junta de Comercio para continuar sus estudios con Benito Espinós en el Estudio de flores y ornatos creado en Valencia por orden de Carlos IV para servir de apoyo a la industria sedera. La propia Junta de Comercio se encargó de adquirir las obras de Molet, en compensación por el pago de la pensión, y algunas de Espinós para servir de modelo en la Clase de Flores de la escuela de la Lonja, de la que al regresar a Barcelona en junio de 1794 y hasta su muerte en 1836 se hizo cargo el propio Molet.
Un número significativo de las obras de Molet se conservan por tal motivo en la Reial Acadèmia Catalana de Belles Arts de Sant Jordi, algunas enviadas durante los años de su aprendizaje en Valencia y otras fruto de su dilatada docencia. En ellas se muestra estrecho seguidor de Espinós y de la pintura valenciana de flores, poniendo el acento en la orientación artística sobre la puramente industrial y con un gusto por los detalles arquitectónicos de jarrones monumentales y ruinas que aproxima su pintura al incipiente romanticismo.